# Distretto di Mahasamund
Il distretto di Mahasamund è un distretto del Chhattisgarh, in India, di 860 176 abitanti. Il suo capoluogo è Mahasamund.